# カシオペヤ座イオタ星
カシオペヤ座ι星（カシオペヤざイオタせい、ι Cassiopeiae、ι Cas）は、カシオペヤ座にある連星系である。系の合成等級は4.52と、肉眼でみることができる明るさである。年周視差を基に計算した太陽系からの距離は、およそ147光年である。

## 星系
カシオペヤ座ι星は、眼視観測では三重星として知られ、全天で最も美しい三重星と評価する人もいる。3つの恒星がいずれもある程度の明るさがあり、色にも薄く差異がある。ただし、観測者が認識する色と、実際のスペクトル型には食い違いがあり、眼視でみえる色は重星観測によくある錯覚によるものと考えられる。
カシオペヤ座ι星が重星であることは、ウィリアム・ハーシェルが1782年に観測していたとされるが、1828年にヴィルヘルム・シュトルーヴェが3つの恒星間の離角、方位角を測定したところから、確定した三重星として、重星観測の対象とされるようになった。
三重星としてのカシオペヤ座ι星は、5等星のカシオペヤ座ι星A、そこから2–3秒離れた7等星のカシオペヤ座ι星B、カシオペヤ座ι星Aから7秒程離れた9等星のカシオペヤ座ι星C、という構成である。カシオペヤ座ι星Aは、長年の観測で、カシオペヤ座ι星B・Cとの相対位置が輪を描く様に変化していることから、みえない伴星との連星であると、20世紀の前半には知られていた。1982年には、ジョージア州立大学の高角分解能天文学センター（CHARA）がスペックル観測で、カシオペヤ座ι星Aの離角0.4秒のところに恒星を検出、更に2001年にはハレアカラ天文台のAEOS望遠鏡と補償光学による観測で、カシオペヤ座ι星Aを2星に分離した撮像に成功した。更に、2004年にはリック天文台での補償光学による観測で、カシオペヤ座ι星Cも2つの恒星に分離され、カシオペヤ座ι星が五重星であることがわかった
| 指標                        | 構成要素 | 構成要素 | 構成要素 | 構成要素    | 構成要素    | 構成要素 |
| 指標                        | Aa       | Ab       | B        | Ca          | Cb          |          |
| --------------------------- | -------- | -------- | -------- | ----------- | ----------- | -------- |
| 視等級                      | 4.65     | 8.63     | 6.87     | 9.14        | 11.84       |          |
| スペクトル型                | B9 V     | K1 V     | F5 V     | K4 V        | M2 V        |          |
| 視線速度 (km/s)             |          |          |          | 0.35 ± 0.19 | 0.35 ± 0.19 |          |
| 固有運動: 赤経 (ミリ秒/年） | -12.590  | -12.590  | -20.636  | -43.906     | -43.906     |          |
| 固有運動: 赤緯 (ミリ秒/年） | 6.536    | 6.536    | -4.252   | -10.296     | -10.296     |          |
| 質量 (M☉)                   | 1.98     | 0.93     | 1.28     | 1.0         | 0.6         |          |
| 表面温度 (K)                | 11,900   | 5,070    | 6,540    | 4,520       | 3,590       |          |
| 色指数 B-V                  | 0.089    | 0.089    | 0.387    |             |             |          |
| 年齢 (×106 年)              | 180      | 180      | 180      | 180         | 180         |          |

カシオペヤ座ι星系で最も明るいカシオペヤ座ι星Aaは、見かけの等級が4.7の、スペクトル型がB9 VのB型主系列星とみられ、質量が太陽の2倍程度と見積もられている。それに最も近いカシオペヤ座ι星Abは、見かけの等級が8.6の、スペクトル型がK1 VのK型主系列星で、質量は太陽よりやや小さいと予想される。カシオペヤ座ι星AaとAbは、約48.7年の周期で共通重心の周りを公転しており、軌道離心率は0.67、見かけの軌道長半径は0.42秒と推定されている。カシオペヤ座ι星は、1950年代から光度、スペクトルとも時間変化していることがわかっており、詳しい分析から、主星のカシオペヤ座ι星Aaが、約1.74日周期で変光するりょうけん座α2型変光星であるとされている。
カシオペヤ座ι星Bは、見かけの等級が6.87で、スペクトル型がF5 VのF型主系列星とみられ、質量は太陽より3割程度大きいと見積もられている。カシオペヤ座ι星Bは、カシオペヤ座ι星Aと連星を形成すると考えられてきて、軌道周期はおよそ620年と計算されていた。しかし、この推定は不定性が大きく、カシオペヤ座ι星A系の共通重心を基に分析すると、カシオペヤ座ι星Bの運動が直線的であったため、連星ではない可能性も指摘された。カシオペヤ座ι星A系とBが連星かどうか、決着は付いていないが、更に後の分析では、軌道周期がおよそ2400年と見積もられている。
カシオペヤ座ι星Cは、見かけの等級が9.1のカシオペヤ座ι星Caと、見かけの等級が11.8のカシオペヤ座ι星Cbとの二重星で、離角からすると、軌道周期が60年程度の連星であると予想されるが、詳しい軌道要素はわかっていない。カシオペヤ座ι星C系が、カシオペヤ座ι星A系と連星を形成しているとすると、周期は1万年を超えるとみられる。

## 名称
中国ではカシオペヤ座ι星は、高楼に架けた通路を意味する閣道（拼音: Gé Dào）という星官を、カシオペヤ座ε星、カシオペヤ座δ星、カシオペヤ座θ星、カシオペヤ座ν星、カシオペヤ座ο星と共に形成する。カシオペヤ座ι星自身は、閣道一（拼音: Gé Dào yī）、つまり閣道の1番星と呼ばれる。